# Young, Loud and Snotty
| Recensione | Giudizio       |
| ---------- | -------------- |
| AllMusic   |                |
| Ondarock   | Pietra miliare |

Young, Loud and Snotty è il primo album della band punk rock dei Dead Boys, uscito nell'ottobre 1977 per l'Etichetta discografica Sire Records. Il disco viene considerato un classico del primo punk rock degli anni settanta, combinando influenze di gruppi come MC5, New York Dolls, Ramones e The Stooges.

## Il disco

### Registrazione
Dopo una serie di esibizioni al club CBGB che avevano fatto scalpore per la loro furia iconoclasta, i Dead Boys acquisirono come manager Hilly Crystal, il proprietario del locale, e la band venne successivamente avvicinata dalla produttrice polacca Genya Ravan che riuscì a procurare loro un contratto di esclusiva con la Sire Records per la registrazione di un album. Le sessioni si tennero nel celebre Electric Ladyland Studios di New York che Jimi Hendrix aveva fatto costruire circa una decina di anni prima. Alle prime sedute di incisione partecipò anche il giovane tecnico del suono Bob Clearmountain in qualità di bassista suonando in qualche traccia, poiché Jeff Magnum, il bassista ufficiale dei Dead Boys ancora non si era stabilmente trasferito a New York.

### Contenuti
Young, Loud and Snotty, il titolo dell'album, traducibile in italiano come "Giovani, rumorosi ed arroganti", è anche manifesto dello stile di vita del gruppo. I Dead Boys si fanno quindi interpreti di un sound ruvido e sfrenato, selvaggio e violento, ma, a differenza di altri gruppi punk dell'epoca, non bandiscono del tutto dalla loro musica gli assoli e le parti strumentali più ricercate, rendendoli invece abrasivi, graffianti e feroci. Il disco si apre con la canzone più rappresentativa del quartetto, ovvero Sonic Reducer, che è stata inserita dalla rivista Kerrang! nella lista dei 100 migliori riff della storia del rock, ed è inoltre considerata un classico nella storia del punk rock con un testo emblema del nichilismo: «I don't need anyone / don't need no mom and dad / don't need no pretty face / don't need no human race» ("Non ho bisogno di nessuno / Non ho bisogno di mamma e papà / Non cerco facce carine / Non ho bisogno della razza umana"). Altre composizioni notevoli sono What Love Is con le sue minacciose liriche: "Voglio scrivere sulla tua faccia col mio bel coltello; voglio giocare con la tua preziosa vita; voglio sapere che cos'è l'amore"; l'oscena I Need Lunch, vero e proprio assalto maschilista alla dignità femminile con frasi del tipo: «I-I don't need your company / Girls like you all come for free / I-I don't really wanna dance / Girl, I just wanna get in your pants» ("Non ho bisogno della tua compagnia / Le ragazze come te arrivano gratis / I-io in realtà non voglio ballare / Ragazza, voglio solo entrarti nelle mutande", e: «You want we're just more than friends / You cry and cry / You know i'll prick ya'in the end / Look at me that way, bitch / Your face is gonna getta punch» ("Volevi che fossimo qualcosa più di amici / piangevi e piangevi / Sai che alla fine ti darò il cazzo / Guardami puttana / Ti sto per spaccare la faccia!"); Caught With The Meat In Your Mouth ("presa con la carne in bocca"), ironico riferimento alla fellatio; High Tension Wire, All This And More, Down In Flames, e l'insofferente Ain't Nothin' To Do.
Il brano Hey Little Girl è una versione live suonata al locale CBGB di New York di una cover dei Syndicate of Sound, misconosciuto gruppo statunitense degli anni sessanta.

### Younger, Louder and Snottier (The Rough Mixes)
Nel 1989 è stata pubblicata la versione grezza dei mixaggi dell'album originale, senza le sovraincisioni di studio e le rifiniture eseguite dalla produttrice Genya Ravan nella versione del '77. La scaletta dei brani è la medesima ma il sound complessivo è più duro e potente. La prima edizione dell'album è come già detto del 1989, e venne pubblicata in Francia dall'etichetta Necrophiliac Records. La seconda edizione venne invece distribuita dalla Bomp! Records nel 1997.

## Tracce
1. Sonic Reducer – 3:05 (Bators/Blitz/Chrome/Magnum/Thomas/Zero)
2. All This And More – 2:49 (Jimmy Zero)
3. What Love Is – 2:08 (Bators/Chrome)
4. Not Anymore – 3:38 (Bators/Chrome/Zero)
5. Ain't Nothin' to Do – 2:25 (Bators/Chrome)
6. Caught With The Meat In Your Mouth – 2:06 (Bators/Chrome)
7. Hey Little Girl – 3:01 (Baskin/Gonzales) – [Live al CBGB]
8. I Need Lunch – 3:36 (Bators/Zero)
9. High Tension Wire – 3:05 (Bators/Chrome/Zero)
10. Down In Flames – 2:15 (Bators/Chrome)

### Bonus track CD
1. Not Anymore/Ain't Nothin' to Do – 7:15 (Bators/Chrome/Zero) – Medley

## Formazione
Dead Boys
- Stiv Bators - voce
- Cheetah Chrome - chitarra
- Jimmy Zero - chitarra
- Johnny Blitz - batteria
- Jeff Magnum - basso

Altri musicisti
- Ronald Binder - voce d'accompagnamento in Down in Flames
- Bob Clearmountain - basso

Produzione
- Genya Ravan - produzione
- Dave Wittman - ingegnere del suono
- Jim Galante - Tecnico del suono
- Harvey Goldberg - missaggio
- Ted Jensen - Masterizzazione